# Diecéze Leiria-Fátima
Diecéze Leiria-Fátima (latinsky Dioecesis Leiriensis-Fatimensis) je římskokatolická diecéze na území Portugalska se sídlem v městě Leiria a s katedrálou Neposkvrněného početí. Je sufragánní diecézí vůči arcidiecézi lisabonské. Důležitým centrem diecéze je Fatima s mariánským kostelem, jedno z největších katolických mariánských poutních míst na světě.

## Historie
Diecéze Leiria byla zřízena v roce 1545, roku 1881 byla zrušena a rozdělena mezi jiné portugalské diecéze. Po zjeveních ve Fátimě v roce 1917 byla znovu obnovena (1918), v roce 1984 dostala své aktuální jméno.